# Eublemma prolai
Eublemma prolai is een vlinder van de familie van de spinneruilen (Erebidae). De wetenschappelijke naam van deze soort is voor het eerst voorgesteld als Ozarba prolai door Emilio Berio in een publicatie uit 1977.
De soort komt voor in Tanzania.